# Арол, Виктория Яр
Виктория Яр Арол (Ароль, англ. Victoria Yar Arol; 1948–1980) — суданская политическая деятельница. Первая женщина из Южного Судана, которая училась в Хартумском университете. Позже стала политиком и получила места в региональной ассамблее провинции Бахр-эль-Газаль и Национальной народной ассамблее Судана.

## Карьера
Виктория Яр Арол родилась в 1948 году в Судане. Она была дочерью вождя племени динка, у которого было несколько жён и от 20 до 30 детей. Виктория была первой в семье, кто регулярно посещала школу. Она была первой женщиной из Южного Судана, поступившей в Хартумский университет, где получила диплом по экономике и политологии в 1960-х годах.
Арол вышла замуж за Тоби Мадуота, врача и политика, который позже стал председателем Африканского национального союза Судана (SANU), в котором состояла и его жена. У них было трое детей. Арол стала первой женщиной, избранной в Народную региональную ассамблею провинции Бахр-эль-Газаль, где она возглавляла комитет по борьбе с коррупцией. В 1979 году она была назначена заместительницей министра регионального секретариата при Суданском социалистическом союзе. В 1979 году она предложила вернуть спорные территории Абьей, Курмук и Кафия-Кинги в состав южного региона, как то было до обретения независимости. Позже она получила место в Национальной народной ассамблее Судана в качестве представительницы женщин.
Она была тётей Ньянденга Малека Делиха, в будущем также участвующей в политике и ставшей губернатором штата Вараб. Арол отвезла племянницу в Джубу, чтобы та могла продолжить учёбу, а не бросать её по окончании начальной школы, как это было нормой в её деревне. Арол умерла в 1980 году. Президент Южного Судана Риек Мачар назвал её источником вдохновения для женщин Южного Судана.